# Peklo
Peklo (français : Enfer) est une munition téléopérée [MTO] ukrainienne à longue portée positionnée par les développeurs comme un « drone-missile ». Bien que ses caractéristiques exactes ne sont pas connues, son autonomie déclarée est de 700 km et sa vitesse est 700 km/h.
Cette munition téléopérée [MTO] est équipée d'un moteur à réaction et combine les caractéristiques des drones kamikazes et des missiles de croisière.

## Description
Le Peklo a été développé par l'industrie de l'armement ukrainienne, vraisemblablement basé sur la « Palianytsia ».
 
Grâce au turboréacteur télécommandé, le drone est capable d'atteindre des vitesses subsoniques allant jusqu'à 700 km/h (Mach 0,57) et a une portée de vol maximale de 700 km. 
 
La masse de l'ogive intégrée est d'environ 50 kg, comme pour le « missile américain Barracuda » d'Anduril Industries (en),,.
 
La seule question qui reste est celle du lancement. D'après certaines sources, les longues ailes fixes indiquent directement qu'il est peu probable qu'il soit lancé à partir d'un avion. Et lors du lancement de tels engins avec des turboréacteurs depuis le sol, un propulseur de fusée est nécessaire. D'autres sources indiquent que la présence des supports sur le dessus du fuselage, peut signifier que ce drone n’est pas lancé depuis le sol, mais depuis des bombardiers ou des chasseurs de première ligne.

## Historique
Le développement a été réalisé en un temps record, en moins d’un an et aurait été déployé avec succès à cinq reprises.
La production a été réalisée à partir de zéro par des spécialistes ukrainiens. Pour la première fois, le drone-missile a été présenté au président ukrainien Volodymyr Zelensky et du commandant en chef des forces armées ukrainiennes Oleksandr Syrsky.
Le 6 décembre 2024, à l'occasion de la Journée des forces armées ukrainiennes, avec la participation du président Volodymyr Zelensky, le premier lot de drones de missiles Peklo, de plusieurs dizaines d’unités, a été transféré à des unités des forces de défense de l'Ukraine. Cet événement, selon le ministre ukrainien des Industries stratégiques, Herman Smetanin (uk), est devenu un symbole du potentiel d'innovation et du travail acharné des armuriers ukrainiens.